# Membibre de la Hoz
Membibre de la Hoz es un municipio y localidad española de la provincia de Segovia, en la comunidad autónoma de Castilla y León, limítrofe con la provincia de Valladolid. Está situado a una altitud con respecto al nivel del mar de 870 m y se caracteriza por las numerosas fuentes naturales que dan origen al río de la Hoz.

## Geografía

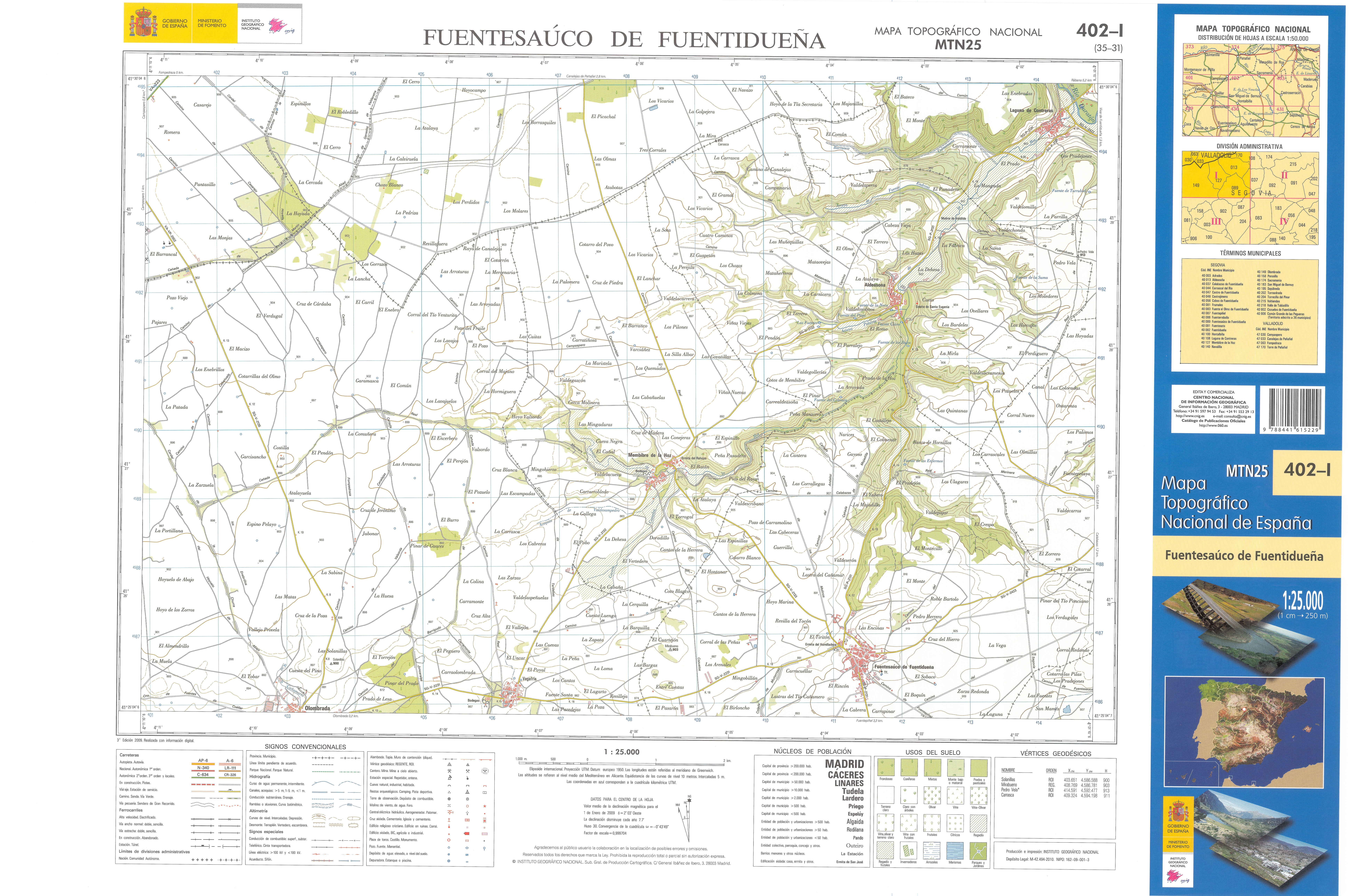
Fragmento de la hoja 402 del Mapa Topográfico Nacional de España de 2009 en el que se representa Membibre de la Hoz

La localidad de Membibre de la Hoz se encuentra situada en la zona central de la península ibérica, en el extremo norte de la provincia de Segovia y tiene una superficie de 15,68 km².
| Noroeste: Vegafria | Norte: Canalejas de Peñafiel (VA) | Noreste: Aldeasoña                  |
| Oeste: Vegafria    |                                   | Este: Aldeasoña                     |
| Suroeste: Vegafria | Sur: Fuentesaúco de Fuentidueña   | Sureste: Fuentesaúco de Fuentidueña |

### Clima
El clima de Membibre de La Hoz es mediterráneo continentalizado, como consecuencia de la elevada altitud y su alejamiento de la costa, sus principales características son:
- La temperatura media anual es de 11,40 °C con una importante oscilación térmica entre el día y la noche que puede superar los 20 °C. Los inviernos son largos y fríos, con frecuentes nieblas y heladas, mientras que los veranos son cortos y calurosos, con máximas en torno a los 30 °C, pero mínimas frescas, superando ligeramente los 13 °C.
- Las precipitaciones anuales son escasas (451,60mm) pero se distribuyen de manera relativamente equilibrada a lo largo del año excepto en el verano que es la estación más seca (72,80mm). Las montañas que delimitan la meseta retienen los vientos y las lluvias, excepto por el Oeste, donde la ausencia de grandes montañas abre un pasillo al Océano Atlántico por el que penetran la mayoría de las precipitaciones que llegan a Membibre de La Hoz.

| Precipitaciones por estación (mm) |        |        |          |        |
| Primavera                         | Verano | Otoño  | Invierno | TOTAL  |
| 131,70                            | 72,80  | 123,10 | 124,00   | 451,60 |

En la Clasificación climática de Köppen se corresponde con un clima Csb (oceánico mediterráneo), una transición entre el Csa (mediterráneo) y el Cfb (oceánico) producto de la altitud. A diferencia del mediterráneo presenta un verano más suave, pero al contrario que en el oceánico hay una estación seca en los meses más cálidos.
| Parámetros climáticos promedio de Aldeasoña en el periodo 1966-2003                                                             | Parámetros climáticos promedio de Aldeasoña en el periodo 1966-2003 | Parámetros climáticos promedio de Aldeasoña en el periodo 1966-2003 | Parámetros climáticos promedio de Aldeasoña en el periodo 1966-2003 | Parámetros climáticos promedio de Aldeasoña en el periodo 1966-2003 | Parámetros climáticos promedio de Aldeasoña en el periodo 1966-2003 | Parámetros climáticos promedio de Aldeasoña en el periodo 1966-2003 | Parámetros climáticos promedio de Aldeasoña en el periodo 1966-2003 | Parámetros climáticos promedio de Aldeasoña en el periodo 1966-2003 | Parámetros climáticos promedio de Aldeasoña en el periodo 1966-2003 | Parámetros climáticos promedio de Aldeasoña en el periodo 1966-2003 | Parámetros climáticos promedio de Aldeasoña en el periodo 1966-2003 | Parámetros climáticos promedio de Aldeasoña en el periodo 1966-2003 | Parámetros climáticos promedio de Aldeasoña en el periodo 1966-2003 |
| Mes | Ene.                                                                | Feb.                                                                | Mar.                                                                | Abr.                                                                | May.                                                                | Jun.                                                                | Jul.                                                                | Ago.                                                                | Sep.                                                                | Oct.                                                                | Nov.                                                                | Dic.                                                                | Anual                                                               |
| --- | ------------------------------------------------------------------- | ------------------------------------------------------------------- | ------------------------------------------------------------------- | ------------------------------------------------------------------- | ------------------------------------------------------------------- | ------------------------------------------------------------------- | ------------------------------------------------------------------- | ------------------------------------------------------------------- | ------------------------------------------------------------------- | ------------------------------------------------------------------- | ------------------------------------------------------------------- | ------------------------------------------------------------------- | ------------------------------------------------------------------- |
| Precipitación total (mm) | 44.00                                                               | 39.20                                                               | 30.70                                                               | 47.60                                                               | 53.40                                                               | 33.40                                                               | 18.60                                                               | 20.80                                                               | 27.50                                                               | 46.80                                                               | 48.80                                                               | 40.90                                                               | 451.60                                                              |
| Fuente: Ministerio de Agricultura, Alimentación y Medio Ambiente. Datos de precipitación para el periodo 1966-2003 en Aldeasoña |                                                                     |                                                                     |                                                                     |                                                                     |                                                                     |                                                                     |                                                                     |                                                                     |                                                                     |                                                                     |                                                                     |                                                                     |                                                                     |

La inversión térmica es frecuente en Membibre de La Hoz, especialmente en invierno, en situaciones anticiclónicas fuertes que impiden el ascenso del aire y concentran la poca humedad en el valle de La Hoz, dando lugar a nieblas persistentes y heladas. Este fenómeno finaliza cuando al calentarse el aire que está en contacto con el suelo se restablece la circulación normal en la troposfera; suele ser cuestión de horas, pero en condiciones meteorológicas desfavorables la inversión puede persistir durante días.

## Historia

### Edad Media
En 912, Gonzalo Fernández, conde de Castilla reconquista Sacramenia y su comarca.
En 937, Fernán González, conde de Castilla, dona el cercano monasterio de Santa María de Cárdaba al monasterio de San Pedro de Arlanza.
En 943, Asur Fernández, conde de Monzón, dona tierras situadas entre Peñafiel y Sacramenia al monasterio de San Pedro de Cardeña.
En 983, Almanzor conquista Sacramenia y arrasa los escasos núcleos de población existentes en la comarca.
En 1013, Sancho García, conde de Castilla reconquista definitivamente Sacramenia y su comarca.
En 1098, Alfonso VI recibe de María Peláez la «villa qui vocitant Benvivere... in Extremadura».
En 1123, la bula de Calixto II que delimita la recién restaurada diócesis de Segovia menciona expresamente la localidad.
En 1136, Alfonso VII concede un privilegio al Obispo de Segovia consistente en la cesión del diezmo de las rentas reales en Membibre, con
excepción de la fonsadera y pedidos.
En 1181, Alfonso VIII confirma el privilegio condedido al Obispo de Segovia.
En 1200, Alfonso VIII concede al Obispo de Segovia el diezmo en el portazgo de la localidad.
En 1210, Alfonso VIII mención la localidad como límite de la Comunidad de Villa y Tierra de Cuéllar.

«…e dend a la fuente de Val de la cueva, e dend a las peñas que están sobre Benbibre, e dend a la carera de Vega fría…»

En 1247, el Plan de distribución de rentas en el cabildo catedralicio de Segovia menciona a la localidad.
En 1250, Fernando III también confirma el privilegio del diezmo de las rentas reales concedido al Obispo de Segovia.
En 1336, las tropas de Jaime II de Aragón, aliado de Don Juan Manuel, atraviesan la comarca en dirección a Peñafiel.

«...por todos estos logares por do pasaron fecieron muchos robos et mucho daño, quemando las aldeas et matando los omes, et levando et robando todo cuanto fallaban. Et desque llegaron a Peñafiel fecieron eso mesmo en termino de Curiel et en termino de Fuentidueña».

En 1349, la comarca es azotada por la peste negra.
En 1447, Juan de Cervantes y Bocanegra, cardenal y obispo de Segovia visita su diócesis, dejando constancia de todos los problemas que deben ser subsanados. En esta parroquia, el visitador deja constancia que el cura frecuentaba la taberna y era poco dócil y
complaciente.

### Edad Moderna
En 1574, se renuevan los hitos de la cañada por la que iban los ganados de la Comunidad de Villa y Tierra de Cuéllar a beber a la fuente de Mingandura.
En 1717 se rehace el pórtico de la iglesia de San Martín de Tours.
En 1721 se produce un pleito entre los concejos de Membibre de la Hoz y Vegafría por los mojones en la zona de Valsordo, que finalmente es resuelta en la Real
Chancillería de Valladolid.
En 1739, se produce un deslinde y amojonamiento entre Membibre de la Hoz y Vegafría.
En 1743, se funda la Obra Pía de Pan de Pobres o de Pan Prestar cuyo objeto es el socorro de labradores pobres en tiempo de
sementera, con calidad de reintegro en agosto de cada año.
En 1756, se ejecuta la sentencia correspondiente a un pleito entre Membibre de la Hoz y Vegafría por la posesión de algunos términos.
En 1791, se fabricaban lienzos ordinarios de tres clases con el cáñamo de su cosecha.

### Edad Contemporánea
En 1834, a la caída del Antiguo Régimen la localidad se constituyó en municipio constitucional en la región de Castilla la Vieja, partido judicial de Fuentidueña.
En 1835, el partido judicial de Fuentidueña se integró en el partido judicial de Cuéllar.
En 1845, el municipio fue incluido en la demarcación del nuevo puesto de la Guardia Civil creado en Fuentidueña.
En 1911, el municipio pasó a depender del puesto de la Guardia Civil de Vegafría.
Hasta la reforma de la nomenclatura municipal de 1916 el municipio se llamaba simplemente Membibre. En dicha fecha su nombre fue modificado por el de Membibre de la Hoz.
En 1988, el municipio abandonó el partido judicial de Cuéllar para integrarse en el partido judicial de Sepúlveda.

## Demografía
Membibre de la Hoz cuenta con una población de 43 habitantes (INE 2024).
| Gráfica de evolución demográfica de Membibre de la Hoz entre 1842 y 2021                                            |
| |
| Población de derecho según los censos de población del INE Población de hecho según los censos de población del INE |

La población de Membibre de la Hoz ha ido experimentando un importante descenso desde hace años debido al éxodo rural, especialmente significativo fue el periodo de 1950 a 1980, en que se redujo a menos de la mitad su número de habitantes debido a la emigración hacia las grandes ciudades, especialmente Madrid y Valladolid, sin embargo, a partir de los años ochenta, este descenso se desacelera debido principalmente a la reducción del ritmo migratorio.

## Administración y política
Lista de alcaldes
| Periodo   | Nombre                         | Partido |
| --------- | ------------------------------ | ------- |

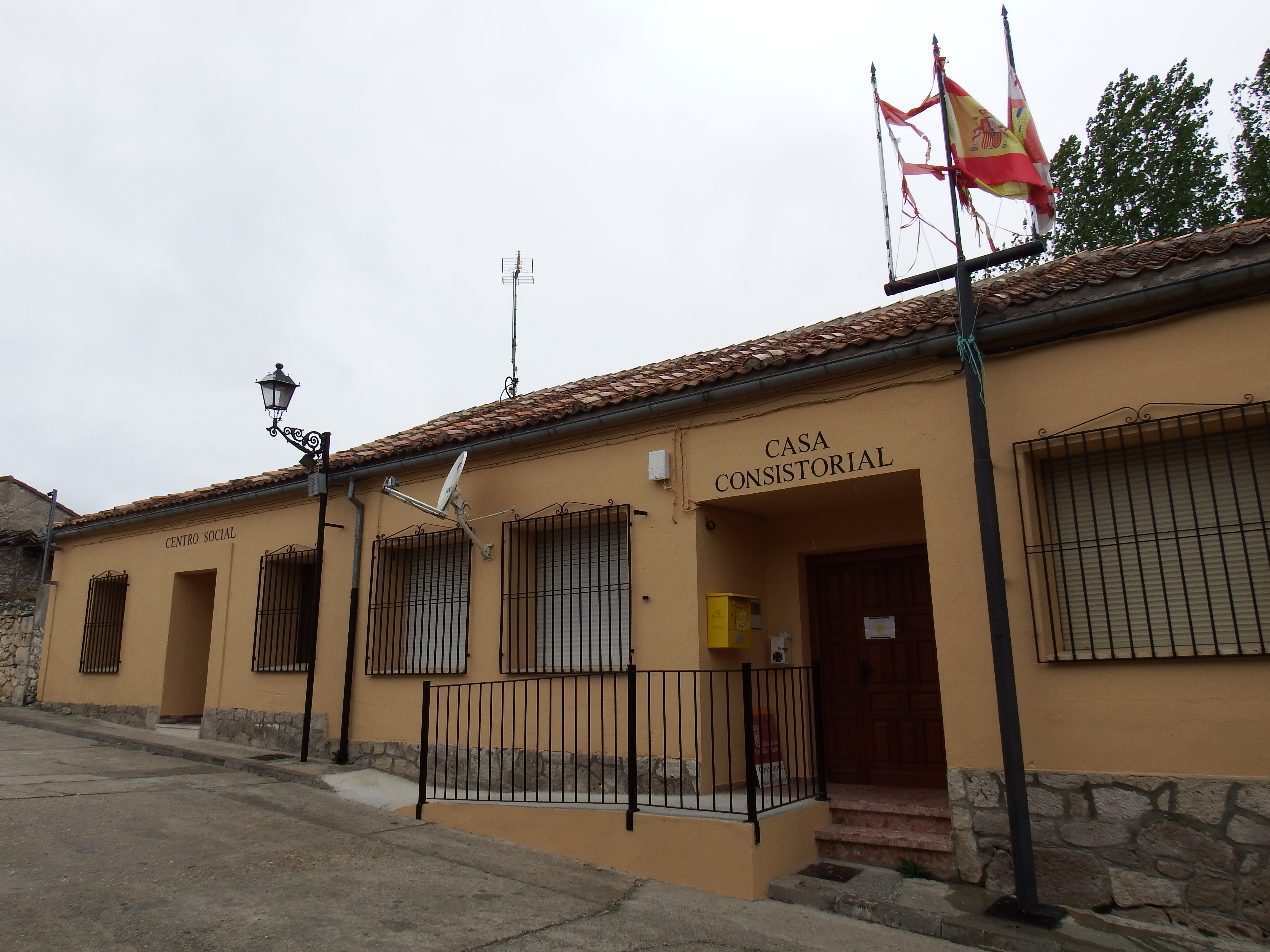
Casa consistorial

| 1979-1983 | José Antonio García Pascual    | UCD     |
| 1983-1987 | José Antonio García Pascual    | CDS     |
| 1987-1991 | Victorino García Hernansanz    | CDS     |
| 1991-1995 | José Antonio García Pascual    | PP      |
| 1995-1999 | Luis Ángel Esteban Pecharromán | PP      |
| 1999-2003 | Esteban Izquierdo Valdezate    | PP      |
| 2003-2007 | María Mercedes Parra Puente    | PP      |
| 2007-2011 | Florentino Sanz Gómez          | PP      |
| 2011-2015 | Florentino Sanz Gómez          | PP      |
| 2015-2019 | Florentino Sanz Gómez          | PP      |
| 2019-2023 | Esteban Izquierdo Valdezate    | PP      |
| 2023-act. | Enrique Pesquera García        | Cs      |

## Patrimonio

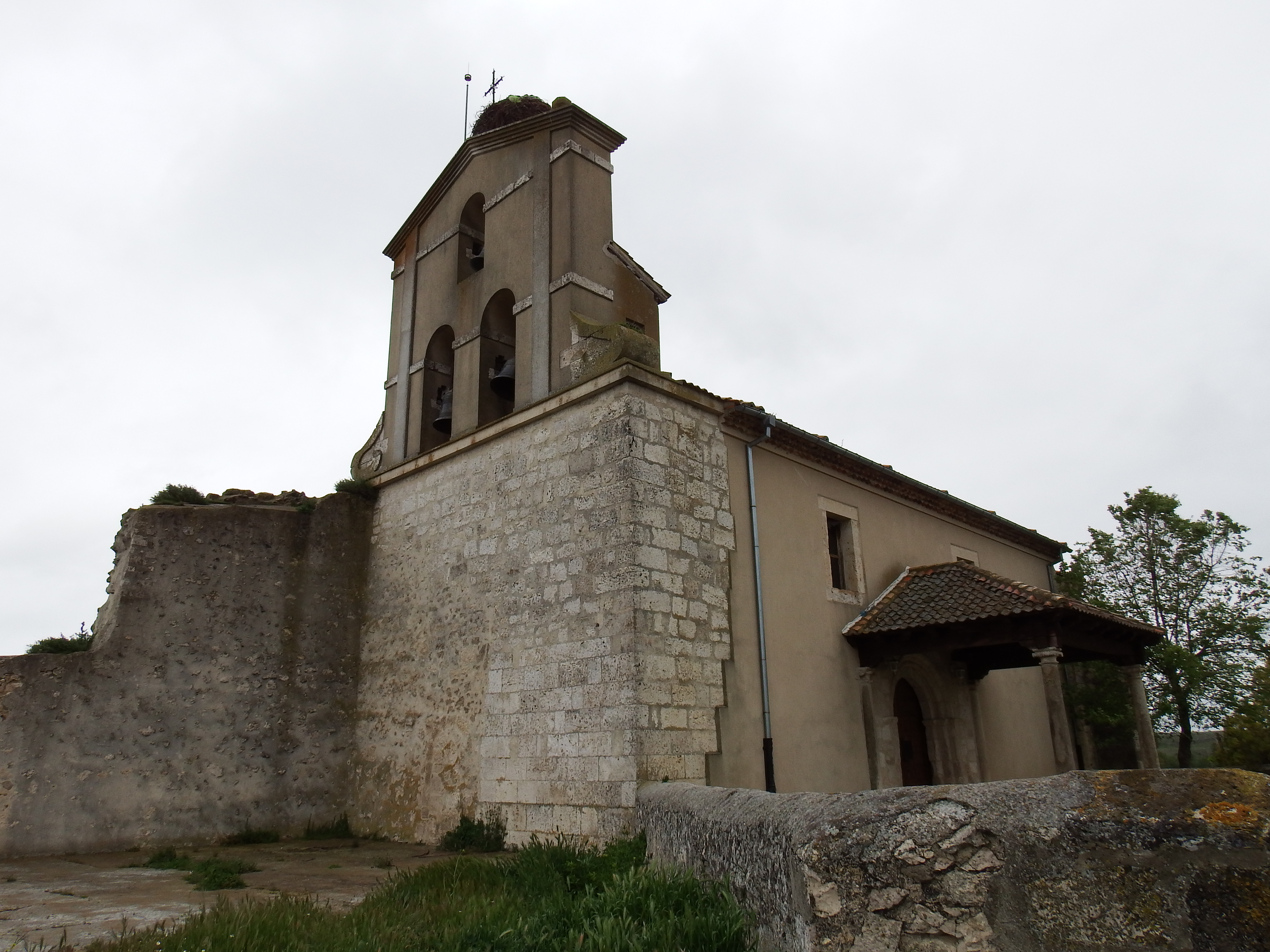
Iglesia de San Martín

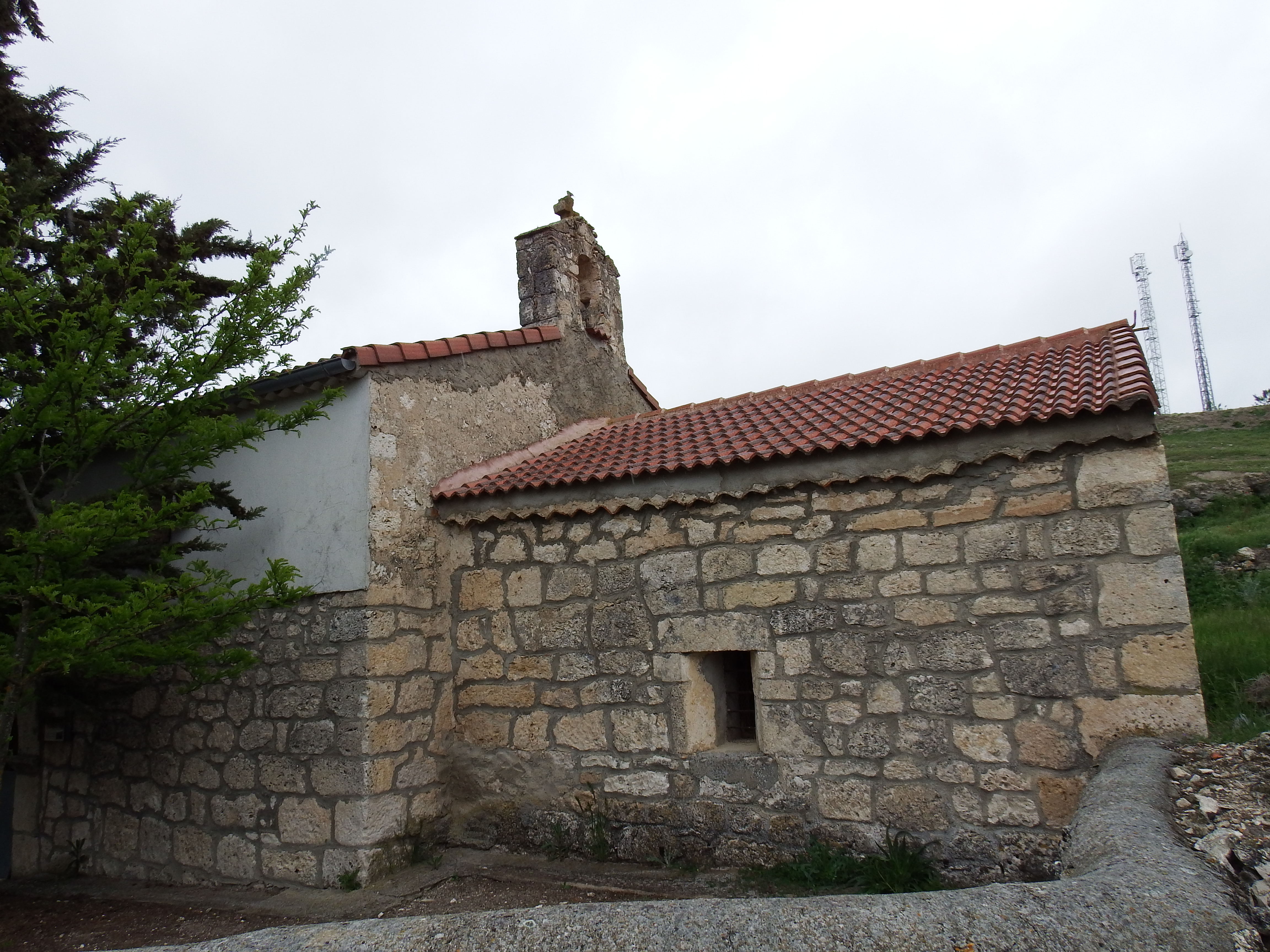
Ermita de la Virgen del Rehoyo

### Patrimonio arqueológico
- Ruinas del castillo.

### Patrimonio arquitectónico
- Iglesia románica de San Martín;
- Ermita de la Virgen del Rehoyo;
- Molino de harina.